# 2052
2052 (MMLII) е високосна година, започваща в понеделник според григорианския календар. Тя е 2052-ата година от новата ера, петдесет и втората от третото хилядолетие и третата от 2050-те.